# Nissan X-Trail
 (février 2022).
La mise en forme du texte ne suit pas les recommandations de Wikipédia : il faut le « wikifier ».
Les points d'amélioration suivants sont les cas les plus fréquents. Le détail des points à revoir est peut-être précisé sur la page de discussion.
- Les titres sont pré-formatés par le logiciel. Ils ne sont ni en capitales, ni en gras.
- Le texte ne doit pas être écrit en capitales (les noms de famille non plus), ni en gras, ni en italique, ni en « petit »…
- Le gras n'est utilisé que pour surligner le titre de l'article dans l'introduction, une seule fois.
- L'italique est rarement utilisé : mots en langue étrangère, titres d'œuvres, noms de bateaux, etc.
- Les citations ne sont pas en italique mais en corps de texte normal. Elles sont entourées par des guillemets français : « et ».
- Les listes à puces sont à éviter, des paragraphes rédigés étant largement préférés. Les tableaux sont à réserver à la présentation de données structurées (résultats, etc.).
- Les appels de note de bas de page (petits chiffres en exposant, introduits par l'outil «  Source ») sont à placer entre la fin de phrase et le point final[comme ça].
- Les liens internes (vers d'autres articles de Wikipédia) sont à choisir avec parcimonie. Créez des liens vers des articles approfondissant le sujet. Les termes génériques sans rapport avec le sujet sont à éviter, ainsi que les répétitions de liens vers un même terme.
- Les liens externes sont à placer uniquement dans une section « Liens externes », à la fin de l'article. Ces liens sont à choisir avec parcimonie suivant les règles définies. Si un lien sert de source à l'article, son insertion dans le texte est à faire par les notes de bas de page.
- La présentation des références doit suivre les conventions bibliographiques. Il est recommandé d'utiliser les modèles {{Ouvrage}}, {{Chapitre}}, {{Article}}, {{Lien web}} et/ou {{Bibliographie}}. Le mode d'édition visuel peut mettre en forme automatiquement les références.
- Insérer une infobox (cadre d'informations à droite) n'est pas obligatoire pour parachever la mise en page.

Pour une aide détaillée, merci de consulter Aide:Wikification.
Si vous pensez que ces points ont été résolus, vous pouvez retirer ce bandeau et améliorer la mise en forme d'un autre article.
Le Nissan X-Trail est un modèle de SUV compact produit par le constructeur automobile japonais Nissan depuis 2001. À ce jour, trois générations se sont succédé, la dernière en date est maintenant considérée comme un crossover de taille moyenne. Il fut le premier SUV de la marque et leur première entrée sur le marché très compétitif du SUV, puisque d'autres modèles, venus d'autres constructeurs automobiles, étaient proposés dans la même période, tels que la Suzuki Grand Vitara, Hyundai Tucson, la Honda CR-V et le Toyota RAV4.
La Nissan X-Trail se positionne entre la Nissan Qashqai et la Nissan Pathfinder.

## Première génération T30 (2001-2007)

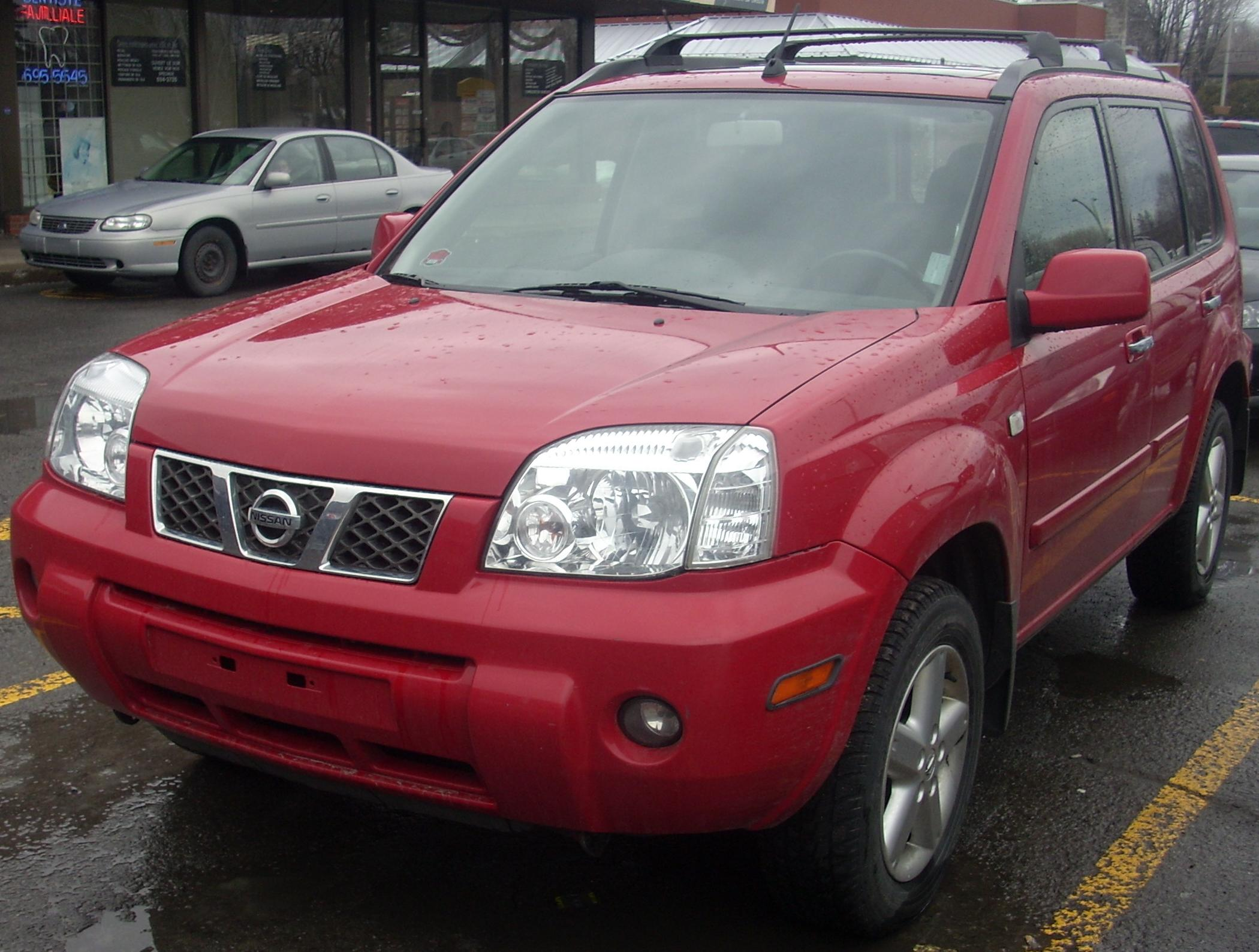
Nissan X-Trail 2005-2006

Dévoilée au Mondial de l'Automobile de Paris en 2000, la première génération a été commercialisée de fin 2001 à 2007, entre 24 000 € pour la finition sport et 27 700 € pour la version luxe. La première Nissan X-Trail, aussi appelée Nissan X-Trail T30, partageait la même plate-forme appelée Nissan FF-S avec la Nissan Almera et la Nissan Primera. Il connaîtra un restylage en novembre 2003, qui inaugure de nouveaux pare-chocs avant et arrière, une calandre en nid d'abeilles, de nouvelles optiques arrière, et une insonorisation renforcée qui faisait défaut à la version avant restylage. En janvier 2006, Nissan remanie sa gamme en ne proposant que la gamme Columbia, composée de trois finitions.
Le X-Trail de première génération est le premier SUV à être équipé d'ailes en plastique[réf. nécessaire].

### Motorisations
À ses débuts, le X-Trail est proposé avec une motorisation essence 2.0 de 140 ch à boîte manuelle 5 rapports ou automatique, et un moteur diesel 2.2 Vdi de 114 ch. En décembre 2002, Nissan lance une version à moteur 2.5 essence développant 165 ch, avec boîte manuelle 5 rapports ou boîte automatique uniquement en finition Luxe. En novembre 2003, le 2.2 Vdi turbo-diesel de 114 ch est remplacé par un 2.2 Dci de 136 ch. En septembre 2006, Nissan simplifie son offre et ne propose plus que le 2.2 Dci de 136 chevaux.

### Finitions
Contrairement au Suzuki Grand Vitara ou au Toyota RAV4 disponible dans la même période, Nissan ne commercialisa uniquement des versions cinq portes de son SUV. Il sera décliné en plusieurs finitions, offrant plus ou moins d’équipement la version d'entrée de gamme étant la Sport:
- Sport : ABS. EBD. Amplificateur de freinage NBAS. Quatre airbags. Fixations ISOFIX. Vitres teintées. Siège et volant réglables en hauteur. Quatre vitres et rétroviseurs électriques. Verrouillage à distance. Radiocassette. Banquette rabattable 2/3-1/3.

- Luxe : En plus de la Sport. Jantes en aluminium de 16 pouces. Antibrouillards. Rétroviseurs dégivrants. Sièges velours. Volant, pommeau et levier de frein à main en cuir. Climatisation automatique. Chargeur 6 CD avec commandes au volant. Toit ouvrant panoramique. Boîte de vitesses automatique disponible en option avec le moteur 2.0 à essence.
- Excess : version haut de gamme motorisée par le 2.2 Vdi lancée en mai 2003.
- Novembre 2003, enrichissement des équipements de la version Sport, avec en plus un Radio CD et la climatisation automatique.
- Confort : antibrouillards. Toit ouvrant panoramique. Radio avec chargeur 6 CD. ESP disponible en option avec 2.2 dCi et 2.5.
- Élégance : baguettes et poignées de portes couleur carrosserie. Calandre chromée. Jantes en aluminium de 17 pouces. Rétroviseurs dégivrants et rabattables électriquement. Sellerie en cuir noir. Sièges électriques et chauffants.
- Plaza : version haut de gamme disponible en 2004 avec le 2.5 essence ou le 2.2 Dci. Basé sur l'élégance rajoutant l'ESP, radar de recul, GPS couleur et les seuil de portes avant en aluminium. Mars 2005, ajout de phares xénon.

### Séries spéciales
En plus des finitions proposées au fil des années, Nissan proposa des versions limitées :
- X-Trail GT : en 2002, uniquement au Japon, Nissan proposa une édition spéciale utilisant un moteur SR20VET turbocompressé produisant 280 ch (209 kW)
- Ultimate : version Luxe utilisant le 2.0 essence de 140 ch partageant quelques détails de la version Sport comme la sellerie.
- Free Ride : jantes en aluminium spécifiques de 16 pouces, vitres arrière fumées, phares longue portée intégrés aux barres de toit et sellerie en cuir noir. Utilise le 2.5 165 ch ou le 2.2 Vdi 114 ch.
- Giant : version Confort comprenant deux VTT, porte-vélos et jeu de tapis de sol exclusif.

## Deuxième génération T31 (2007-2014)
La deuxième génération du Nissan X-Trail (T31), fut dévoilée lors du Salon automobile de Genève en mars 2007. La commercialisation débute en août 2007 au Japon et vers la fin de cette même année en Europe. Il ne fut pas vendu aux États-Unis et au Canada où il était remplacé par un crossover nommé Nissan Rogue.
Les changements esthétiques ne sont pas radicaux surtout à l'avant où seules les optiques ont été revues. Il gagne cependant 17 cm de longueur (4 630 mm) puisqu'il partage la même plate-forme que le Nissan Qashqai lancé dans la même période. Ce gain, permet une capacité du coffre plus élevée (603 l contre 350 l) inaugurant un double fond amovible sous ce dernier et des plus grands espaces pour les jambes des passagers arrière.
Nissan a complètement remanié l'habitacle, l'instrumentation (compte-tour, compteur de vitesse, etc.) est désormais située derrière le volant, et le système de navigation GPS est plus réactif. Des plastiques moussés sont introduits ainsi que quelques pointes d'aluminium sur le volant ou sur la console centrale.
La deuxième génération de X-Trail est équipée de la transmission intégrale permanente « all mode » apparue dans la Nissan Qashqai et Pathfinder qui gère la motricité des roues en distribuant le couple moteur à chacune des quatre roues qui en a le plus besoin. Il se pilote en trois paramètres : mode « Auto » pour les routes mouillées ou glissantes, le mode « 4x2 » pour la ville ou routes sèches et « Lock » pour les revêtements abîmés où les conditions sont difficiles. À noter que cette technologie inclut aussi l'aide au démarrage en côte.
Une version remaniée est dévoilée en juillet 2010 au Japon. La calandre et les optiques avant (xénon ou halogènes) et arrière (à LED) sont les modifications les plus marquantes qui donnent un look plus agressif, outre quelques changements mineurs comme le logo Nissan plus gros, une consommation et des rejets de CO2 à la baisse, un gain de 10 mm en longueur, largeur et hauteur (introduisant des passages de roue plus gros).

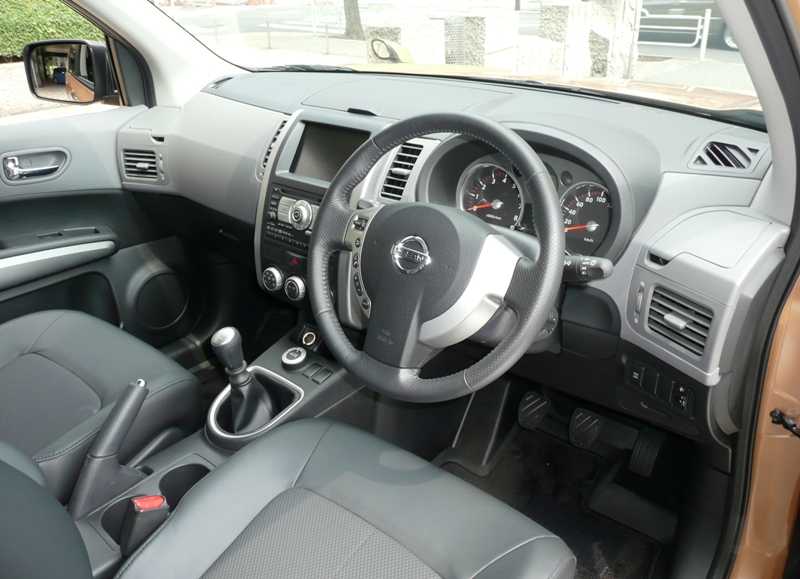
Nissan X-Trail (T31) Intérieur

Au Japon, la version GT équipée du moteur turbocompressé SR20VET n'est pas disponible dans cette deuxième génération d'X-Trail à cause des nouvelles restrictions des émissions polluantes depuis 2005. En septembre 2008, la Nissan X-Trail 20GT est lancé au Japon avec un moteur 2.0L Diesel M9R turbocompressé co-développé par Renault et Nissan, il est le premier X-trail Diesel vendu sur le marché japonais.
La deuxième génération du Nissan X-Trail fut remplacée en octobre 2013 quand la troisième génération fut dévoilée au Japon.

### Motorisations
À sa sortie, la Nissan X-Trail embarquait un moteur Diesel 2.0 l issu de la collaboration Renault-Nissan.

### Finitions
- XE
- SE
- LE
- Platinum

## Troisième génération T32 (2014-2021)

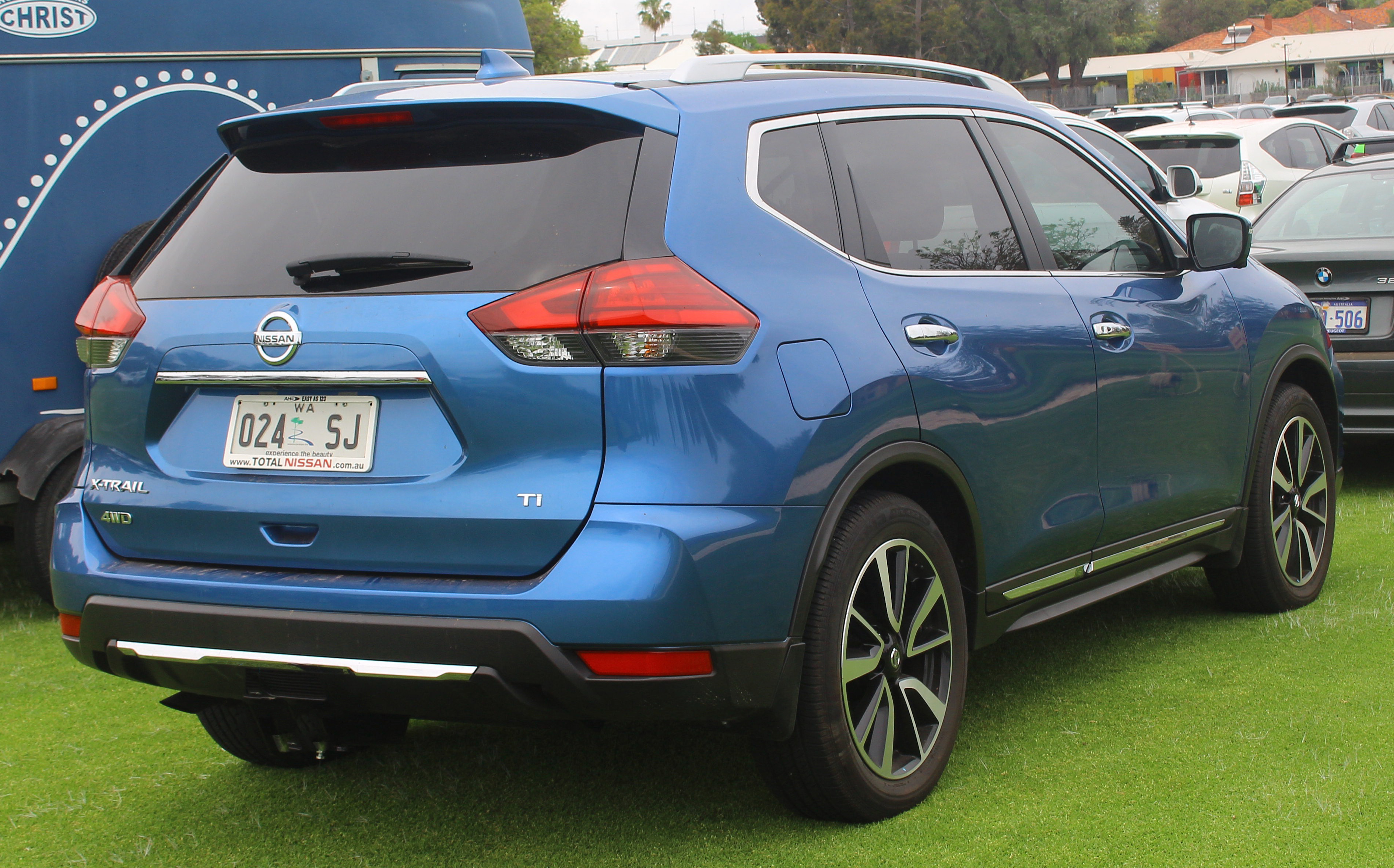

La troisième génération est présentée en 2014, elle remplace à la fois le Rogue américain et le Qashqai +2 en Europe.
Ce X-Trail se décline en version 2 roues motrices, à l'avant, ou 4 roues motrices avec blocage manuel du différentiel central.
Mode disponible sur les versions 4x4 :
- 4x2, en traction seulement.
- 4x4 avec répartition automatique du couple entre train avant et train arrière,
- 4x4 avec blocage de différentiel jusqu’à 50 km/h qui maintient un couple constant si les roues patinent.

Sa garde au sol est de 21 cm soit 1 cm de plus que le nouveau Qashqai ou l’ancien Qashqai +2 qui, bien que de vocation routière, montrent quand-même de réelles aptitudes en tout-terrain.
Son moteur est pioché dans la banque d'organes Renault, le 1.6 dCi 130 Energy qui est l'unique moteur proposé jusque 2015, année au cours de laquelle un 1.6 essence DIG-T de 163 chevaux d'origine Nissan fera son apparition.
Au Salon international de l'automobile de Genève 2016, Nissan présente des versions concepts de Qashqai et X-Trail baptisés Premium Concept et dont elles préfigurent les futures versions haut de gamme de ces 4x4.
En 2017, un moteur 2.0 dCi fort de 177 chevaux est ajouté au catalogue.
Nissan dévoile quelques mois plus tard la version restylée du X-Trail. Il arbore des phares, des feux et des boucliers modifiés et se base sur son cousin le Nissan Rogue Phase 2 dévoilé à l'automne 2016.
En 2019, la gamme de motorisations est entièrement renouvelée pour le marché européen :
- Les 1.6 dCi 130 et 2.0 dCi 177 laissent place à un unique moteur 1.7 BluedCi 150 (d'origine Renault) ;
- Le 1.6 DIG-T 163 d'origine Nissan est remplacé par un 1.3 DIG-T de 160 chevaux d'origine Renault[7].

La production de l'X-Trail de troisième génération s'arrête en 2021. Il est remplacé courant 2022 par la quatrième génération.

### Motorisations
|                                  | 1.6 dCi X-Trail        | 1.6 dCi X-Trail        | 1.6 dCi X-Trail        | 1.6 X-Trail            | 2.5 Rogue              | 2.5 Rogue              |                       |
| -------------------------------- | ---------------------- | ---------------------- | ---------------------- | ---------------------- | ---------------------- | ---------------------- | --------------------- |
| Types moteurs                    | R9M                    | R9M                    | R9M                    |                        |                        |                        |                       |
| Cylindrée                        | 1 598 cm3              | 1 598 cm3              | 1 598 cm3              | 1 618 cm3              | 2,5 L                  | 2,5 L                  |                       |
| Alésage (mm) / Course (mm)       | 80 / 79,5              | 80 / 79,5              | 80 / 79,5              | 79,7 / 81,1            |                        |                        |                       |
| Architecture                     | 4 cylindres            | 4 cylindres            | 4 cylindres            | 4 cylindres            | 4 cylindres            | 4 cylindres            |                       |
| Puissance maximale               | 130 ch à 4 000 tr/min  | 130 ch à 4 000 tr/min  | 130 ch à 4 000 tr/min  | 163 ch à 5 600 tr/min  | 170 ch à 6 000 tr/min  | 170 ch à 6 000 tr/min  | 170 ch à 6 000 tr/min |
| Couple maximal                   | 320 N m à 2 000 tr/min | 320 N m à 2 000 tr/min | 320 N m à 2 000 tr/min | 240 N m à 2 000 tr/min | 237 N m à 4 400 tr/min | 237 N m à 4 400 tr/min |                       |
| Boîte de vitesses / Transmission | BVM6 4x2               | BVM6 4x4               | BVA7 4x2               | BVM6 4x2               | CVT 4x2                | CVT 4x4                |                       |
| Vitesse maximale                 | 188                    | 186                    | 180                    | 200                    | -                      | -                      |                       |
| 0-100 km/h                       | 10.5                   | 11                     | 11.4                   | 9.7                    | -                      | -                      |                       |
| Consommation (en L/100 km)       | 4.9                    | 5.3                    | 5.1                    | 6.2                    | 6.9                    | 7.2                    |                       |
| Émissions de CO2 (en g/km)       | 129                    | 139                    | 135                    | 145                    | -                      | 168                    |                       |

### Finitions
- Visia
- Acenta
- Business Edition
- Connect Edition
- Tekna

#### Séries spéciales
- White Edition
- Style Edition
- N-Tec[9]
- Distinction (2018, dCi 130 uniquement)[10]

## Quatrième génération (2021-)

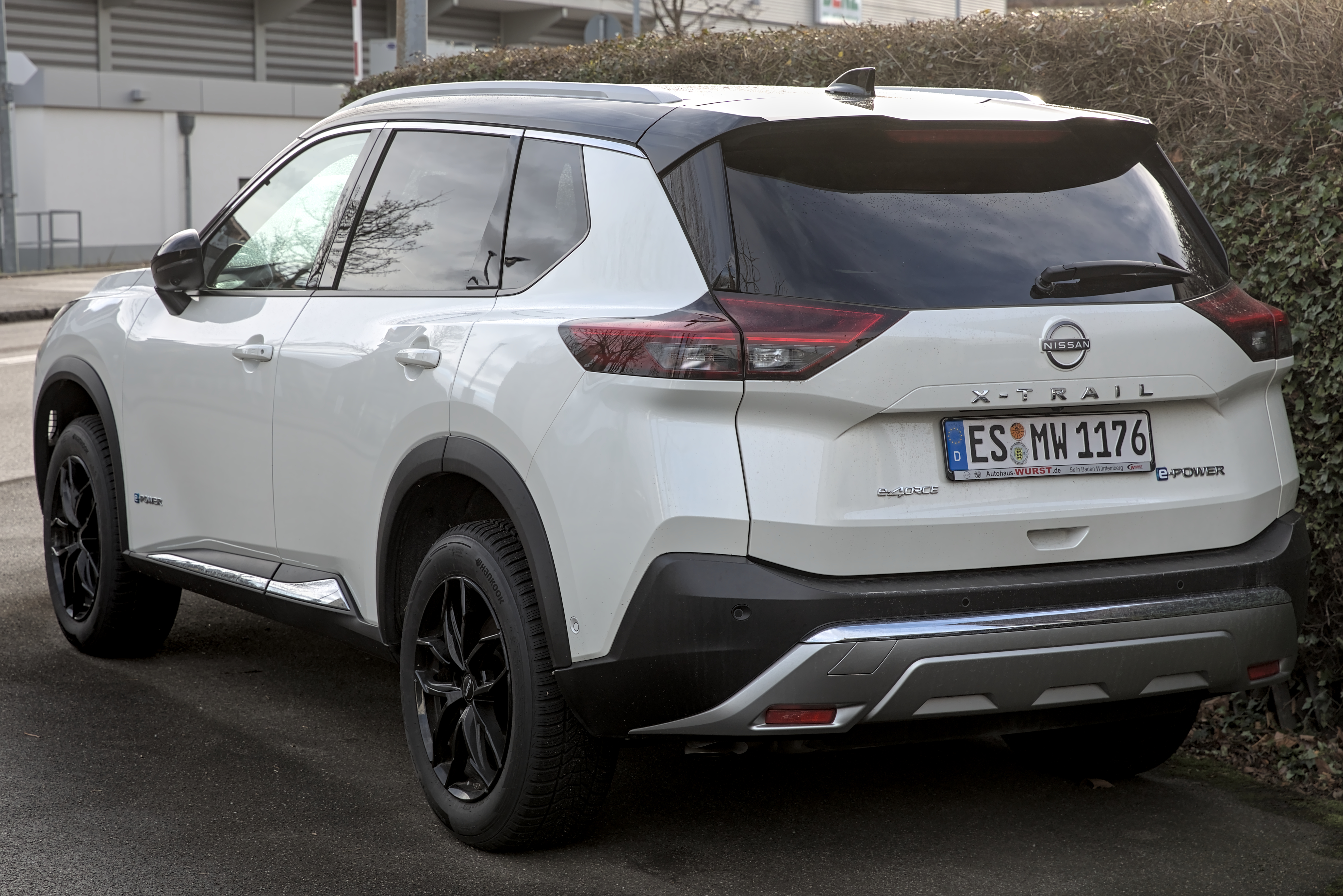
Nissan X-Trail IV

La quatrième génération du Nissan X-Trail est commercialisée en Europe en septembre 2022, plus d'un an après le Rogue américain,.
Le Nissan X-Trail IV est préfiguré par le concept car Nissan X-Motion concept exposé au salon de Détroit 2018.

### Présentation
Le X-Trail de quatrième génération est lancé en Europe en septembre 2022. Ce grand SUV propose le même design que le Rogue destiné à l'Amérique du Nord.

### Caractéristiques techniques

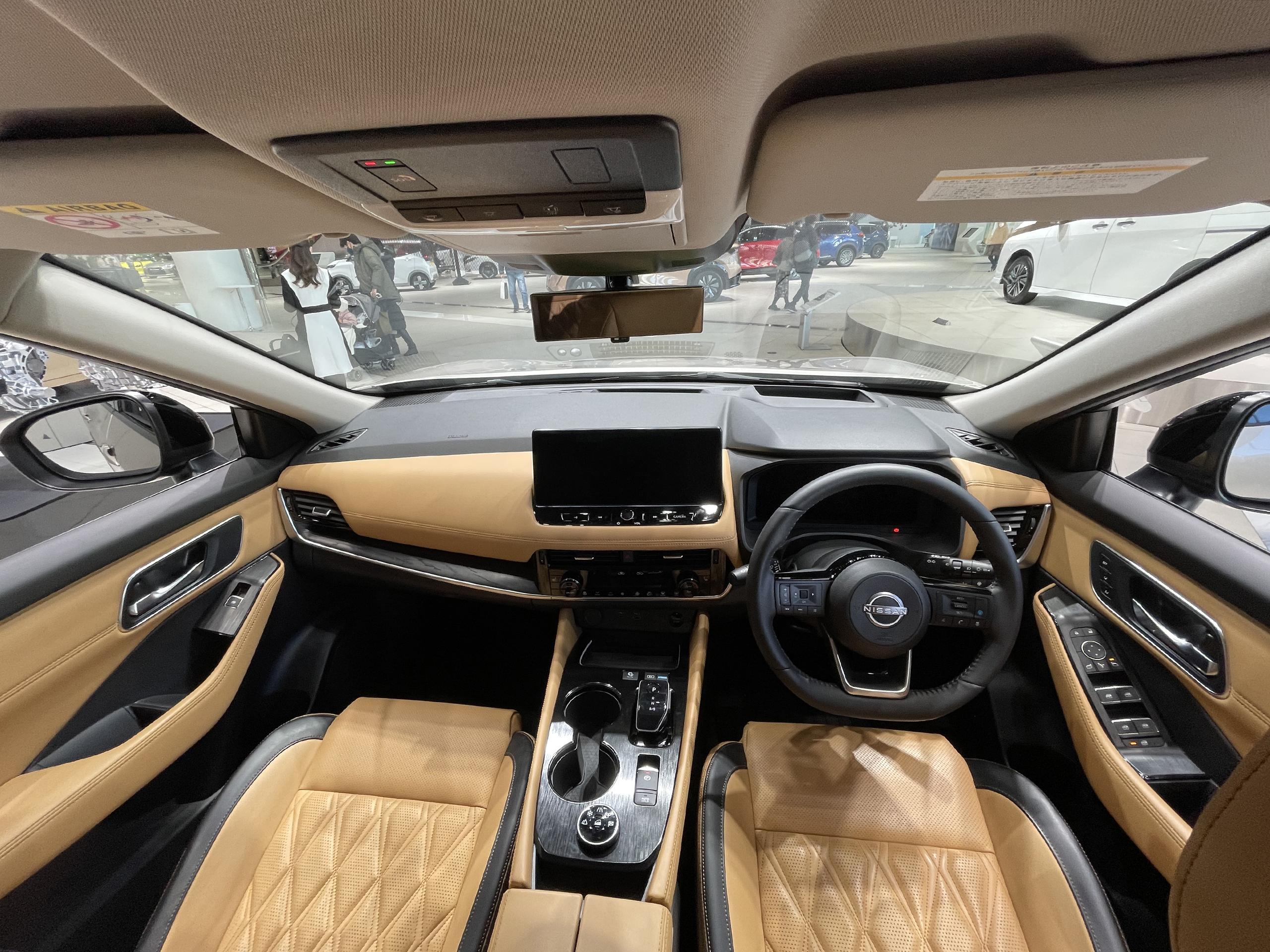
Nissan X-Trail IV (intérieur)

Le mobilier de bord du X-Trail est partiellement issu du Qashqai. Toutefois, l'écran central est plus grand et atteint 12,3 pouces.
Comme la génération précédente, le X-Trail dispose de 7 places, les deux situées sur la troisième rangée de sièges étant destinées aux personnes mesurant moins d'1,60 m, d'après Nissan.
Le X-Trail de quatrième génération reçoit le système e-Pedal, déjà présent sur d'autres Nissan, comme la Leaf II. Il permet de ne conduire qu'avec une seule pédale (la pédale d'accélérateur) ; quand elle est lâchée, le frein est automatiquement activé.
Motorisations
Ce SUV hybride (la seule version disponible étant l'e-Power) fonctionne avec un moteur électrique et un moteur essence 1.5 turbo sur le Vieux Continent. La version traction dispose de 204 ch (213 ch pour la version à quatre roues motrices, qui bénéficie d'un moteur électrique supplémentaire à l'arrière).

### Finitions
- Acenta
- Business Edition
- N-Connecta
- N-Trek (à partir de mai 2024)[13]
- Tekna
- Tekna+